# جام اینترتوتو ۲۰۰۳
جام اینترتوتو ۲۰۰۳، نهمین دوره از رقابت‌های فوتبال جام اینترتوتو بود که زیر نظر یوفا برگزار می‌شد. در بازی‌های نهایی سه تیم شالکه ۰۴، ویارئال و پروجا به پیروزی رسیدند و جواز حضور در مسابقات جام یوفا را بدست آوردند.

## دور اول
| تیم ۱             | نتیجه‌نهایی   | تیم ۲                 | بازی رفت | بازی برگشت |
| ----------------- | ------------ | --------------------- | -------- | ---------- |
| پاشینگ            | ۲–۲ (گ.ز.)   | WIT Georgia           | ۱–۰      | ۱–۲        |
| Encamp            | ۱–۷          | لیرسه                 | ۰–۳      | ۱–۴        |
| اسپارتاک ترناوا   | ۲–۷          | پوبدا                 | ۱–۵      | ۱–۲        |
| پارتیزانی تیرانا  | ۳–۳ (گ.ز.)   | مکابی نتانیا          | ۲–۰      | ۱–۳        |
| برنو              | ۳–۳ (گ.ز.)   | کوتایک                | ۱–۰      | ۲–۳        |
| کوپر              | ۳–۲          | زاگرب                 | ۱–۰      | ۲–۲        |
| ژالگیریس          | ۱–۴          | اورگریته              | ۱–۱      | ۰–۳        |
| دیور              | ۳–۳ (گ.ز.)   | اتنیکوس اچنا          | ۱–۱      | ۲–۲        |
| ویدتون            | ۴–۵          | مارِک                  | ۲–۲      | ۲–۳ (و.ا.) |
| اودرا ووجسواف     | ۱–۳          | شامروک روورز          | ۱–۲      | ۰–۱        |
| تامپره یونایتد    | ۲–۲ (گ.ز.)   | Ceahlăul Piatra Neamț | ۱–۰      | ۱–۲        |
| سوتیسکا نیکشیچ    | ۴–۱          | اونیون لوکزامبورگ     | ۳–۰      | ۱–۱        |
| بنگور سیتی        | ۲–۶          | گلوریا بیستریتسا      | ۰–۱      | ۲–۵        |
| اُاف‌کی بلگراد      | ۵–۳          | ناروا ترانس           | باطل۱    | ۵–۳ (و.ا.) |
| دینابورگ          | ۱–۲          | ویل                   | ۱–۰      | ۰–۲        |
| پولونیا ورشو      | ۱–۵          | توبول                 | ۰–۳      | ۱–۲        |
| زد تی اس دوبنیتسا | ۷–۱          | المپیاکوس نیکوزیا     | ۳–۰      | ۴–۱        |
| Dacia Chișinău    | ۵–۱          | GÍ Gøta               | ۴–۱      | ۱–۰        |
| اسلوبودا توزلا    | ۲–۲ (۳–۲ پ.) | KA                    | ۱–۱      | ۱–۱ (و.ا.) |
| شاختیور سالیهورسک | ۸–۱          | اوماگ تاون            | ۱–۰      | ۷–۱        |
| Allianssi         | ۲–۱          | هیبرنینز              | ۱–۰      | ۱–۱        |

۱. بازی بخاطر پرتاب بمب دودی هواداران بلگراد به سمت زمین، توسط یوفا باطل اعلام شد. بازی مرحله دوم به خودی خود نتیجه نهایی را مشخص کرد.

## دور دوم
| تیم ۱             | نتیجه‌نهایی | تیم ۲             | بازی رفت | بازی برگشت |
| ----------------- | ---------- | ----------------- | -------- | ---------- |
| Akratitos         | ۰–۱        | Allianssi         | ۰–۱      | ۰–۰        |
| اورگریته          | ۴–۴ (گ.ز.) | نیس               | ۳–۲      | ۱–۲        |
| Slovácko          | ۴–۳        | اُاف‌کی بلگراد      | ۱–۰      | ۳–۳        |
| راسینگ سانتاندر   | ۲–۲ (گ.ز.) | دیور              | ۱–۰      | ۱–۲        |
| اسلوان لیبرتس     | ۴–۰        | شامروک روورز      | ۲–۰      | ۲–۰        |
| تون               | ۳–۴        | برنو              | ۲–۳      | ۱–۱        |
| برشا              | ۳–۲        | گلوریا بیستریتسا  | ۲–۱      | ۱–۱        |
| مارِک              | ۱–۳        | وولفسبورگ         | ۱–۱      | ۰–۲        |
| شاختیور سالیهورسک | ۳–۵        | سیبالیا           | ۱–۱      | ۲–۴        |
| سنت ترویدنس       | ۰–۳        | توبول             | ۰–۲      | ۰–۱        |
| ویلم دوم          | ۳–۴        | ویل               | ۲–۱      | ۱–۳        |
| پوبدا             | ۲–۳        | پاشینگ            | ۱–۱      | ۱–۲        |
| اسلوبودا توزلا    | ۲–۵        | لیرسه             | ۱–۰      | ۱–۵        |
| تامپره یونایتد    | ۱–۰        | سوتیسکا نیکشیچ    | ۰–۰      | ۱–۰        |
| Dacia Chișinău    | ۵–۰        | پارتیزانی تیرانا  | ۲–۰      | ۳–۰        |
| کوپر              | ۳–۳ (گ.ز.) | زد تی اس دوبنیتسا | ۱–۰      | ۲–۳        |

## دور سوم
| تیم ۱           | نتیجه‌نهایی | تیم ۲         | بازی رفت | بازی برگشت |
| --------------- | ---------- | ------------- | -------- | ---------- |
| توبول           | ۰–۴        | پاشینگ        | ۰–۱      | ۰–۳        |
| پروجا           | ۴–۰        | Allianssi     | ۲–۰      | ۲–۰        |
| ایگالئو         | ۴–۵        | کوپر          | ۲–۳      | ۲–۲        |
| نانت            | ۵–۳        | ویل           | ۲–۱      | ۳–۲        |
| نیس             | ۰–۱        | وردر برمن     | ۰–۰      | ۰–۱        |
| ویارئال         | ۳–۱        | برشا          | ۲–۰      | ۱–۱        |
| گنگام           | ۴–۵        | برنو          | ۲–۱      | ۲–۴ (و.ا.) |
| Dacia Chișinău  | ۱–۳        | شالکه ۰۴      | ۰–۱      | ۱–۲        |
| راسینگ سانتاندر | ۱–۳        | اسلوان لیبرتس | ۰–۱      | ۱–۲        |
| Slovácko        | ۰–۳        | وولفسبورگ     | ۰–۱      | ۰–۲        |
| تامپره یونایتد  | ۱–۲        | سیبالیا       | ۰–۲      | ۱–۰        |
| هیرنفین         | ۵–۱        | لیرسه         | ۴–۱      | ۱–۰        |

## نیمه نهایی
| تیم ۱    | نتیجه‌نهایی | تیم ۲         | بازی رفت | بازی برگشت |
| -------- | ---------- | ------------- | -------- | ---------- |
| نانت     | ۰–۱        | پروجا         | ۰–۱      | ۰–۰        |
| پاشینگ   | ۵–۱        | وردر برمن     | ۴–۰      | ۱–۱        |
| برنو     | ۱–۳        | ویارئال       | ۱–۱      | ۰–۲        |
| شالکه ۰۴ | ۲–۱        | اسلوان لیبرتس | ۲–۱      | ۰–۰        |
| هیرنفین  | ۲–۱        | کوپر          | ۲–۰      | ۰–۱        |
| سیبالیا  | ۱–۸        | وولفسبورگ     | ۱–۴      | ۰–۴        |

## فینال‌ها
| تیم ۱   | نتیجه‌نهایی | تیم ۲     | بازی رفت | بازی برگشت |
| ------- | ---------- | --------- | -------- | ---------- |
| پاشینگ  | ۰–۲        | شالکه ۰۴  | ۰–۲      | ۰–۰        |
| هیرنفین | ۱–۲        | ویارئال   | ۱–۲      | ۰–۰        |
| پروجا   | ۳–۰        | وولفسبورگ | ۱–۰      | ۲–۰        |

### دور رفت
| پاشینگ | ۰–۲   | شالکه ۰۴                 |
| ------ | ----- | ------------------------ |
|        | گزارش | آلتین‌توپ ۱۸' · Agali ۴۷' |

| هیرنفین                | ۱–۲   | ویارئال                |
| ---------------------- | ----- | ---------------------- |
| Ballesteros ۲۵' (گ.خ.) | گزارش | کایخا ۱۳' · Víctor ۴۵' |

| پروجا       | ۱–۰   | وولفسبورگ |
| ----------- | ----- | --------- |
| بوتروید ۳۹' | گزارش |           |

### دور برگشت
| شالکه ۰۴ | ۰–۰   | پاشینگ |
| -------- | ----- | ------ |
|          | گزارش |        |

شالکه ۰۴ در مجموع ۲–۰ برنده شد.
| وولفسبورگ | ۰–۲   | پروجا                        |
| --------- | ----- | ---------------------------- |
|           | گزارش | Tedesco ۱۷' · Berrettoni ۹۰' |

پروجا در مجموع ۳–۰ برنده شد.
| ویارئال | ۰–۰   | هیرنفین |
| ------- | ----- | ------- |
|         | گزارش |         |

ویارئال در مجموع ۲–۱ برنده شد.